# 반좌율
반좌율(反坐律)은 무고죄를 범한 사람에게 무고한 내용에 기준하여 처벌하는 법에 따라 처벌을 받게 하는 법이다. 한국에서는 조선시대에 시행되었으며 현대 대한민국에서는 국가보안법에서 반좌율 규정이 있다.

## 국가보안법 제12조
- 제12조(무고, 날조)

1. 타인으로 하여금 형사처분을 받게 할 목적으로 이 법의 죄에 대하여 무고 또는 위증을 하거나 증거를 날조·인멸·은닉한 자는 그 각조에 정한 형에 처한다.
2. 범죄수사 또는 정보의 직무에 종사하는 공무원이나 이를 보조하는 자 또는 이를 지휘하는 자가 직권을 남용하여 제1항의 행위를 한 때에도 제1항의 형과 같다. 다만, 그 법정형의 최저가 2년미만일 때에는 이를 2년으로 한다.

국가보안법 12조는 모해를 위해 증거위조죄를 범한 경우를 처벌하는 대한민국 형법 제155조 3항(10년 이하의 징역)이나 무고죄를 처벌하는 대한민국 형법 제156조에 비해 훨씬 무거운 처벌을 하고 있다. 무기징역이나 사형을 당할 수도 있다.

## 같이 보기
- 서울시 공무원 간첩 조작 사건
- 무고죄
- 증거인멸죄